# Sonia Petrovna
Sonia Petrovna, anche accreditata come Petrova o Petrowa (Parigi, 13 gennaio 1952), è un'attrice e ballerina francese.

## Biografia
Di origini russe, è iscritta dall'età di 6 anni alla scuola di ballo dell'Opera di Parigi, partecipa alla coreografia di Roland Petit L’éloge de la folie e il 14 luglio 1967 al Festival dei Due Mondi di Spoleto nella coreografia di Jean Dudan Hommage à Kandinsky. Nello stesso periodo è protagonista del documentario Adolescence, regia di Vladimir Forgency, candidato all'Oscar al miglior cortometraggio documentario nel 1967.
Dopo aver partecipato al film Le Feu sacré (1971), regia di Vladimir Forgency, anch'esso ambientato nel mondo della danza, viene scritturata per interpretare il personaggio di Vanina Abati nel film La prima notte di quiete (1972), regia di Valerio Zurlini con Alain Delon, film melodrammatico sullo sfondo di una Rimini deserta e invernale, poco allegra e affogata nelle nebbie. Successivamente le viene affidato il ruolo di Sophie in Ludwig (1972) di Luchino Visconti.
A partire dal 1980 partecipa a serie TV e film TV per le televisioni americana, francese e italiana, tra i quali La casa del sortilegio (1989), film di cinema dell'orrore diretto da Umberto Lenzi e Due madri (1989), regia di Tonino Valerii con Barbara De Rossi e Gianni Garko, storia di una bambina contesa tra madre naturale e madre adottiva.

## Vita privata
È sposata con il compositore Laurent Petitgirard con cui ha avuto il figlio Tristan.

## Filmografia

### Cinema
- Le Feu sacré, regia di Vladimir Forgency (1971)
- La prima notte di quiete, regia di Valerio Zurlini (1972)
- Ludwig, regia di Luchino Visconti (1972)
- Amore, regia di Henry Chapier (1974)
- Un hombre como los demás, regia di Pedro Masó (1974)
- Di mamma non ce n'è una sola, regia di Alfredo Giannetti (1974)
- El terrorista, regia di Víctor Barrera (1978)
- Flashing Lights, regia di Jacques Scandelari (1978)
- Hierba salvaje, regia di Luis María Delgado (1979)
- Corruzione a New York (Not for Publication), regia di Paul Bartel (1984)
- La nuit du risque, regia di Sergio Gobbi (1986)
- D'Annunzio, regia di Sergio Nasca (1987)
- Les nouveaux tricheurs, regia di Michael Schock (1987)
- La posta in gioco, regia di Sergio Nasca (1988)
- Le prime foglie d'autunno, regia di Raimondo Del Balzo (1988)
- Saremo felici, regia di Gianfrancesco Lazotti (1989)
- Obbligo di giocare - Zugzwang, regia di Daniele Cesarano (1989)
- Innocence, regia di Lucile Hadžihalilović (2004)

### Televisione
- Aspettando il domani (Search for Tomorrow), 2 episodi – serie TV (1980)
- Ai confini della notte (The Edge of Night), 25 episodi – serie TV (1980-1981)
- Ralph supermaxieroe (The Greatest American Hero), episodio Train of Thought – serie TV (1982)
- La casa del sortilegio, regia di Umberto Lenzi – film TV (1989)
- Due madri, regia di Tonino Valerii – film TV (1989)
- La vita leggendaria di Ernest Hemingway, regia di José María Sánchez – miniserie TV (1989)
- Due donne nel mirino, regia di Thomas J. Wright – film TV (1990)
- Il segno del comando, regia di Giulio Questi – film TV (1992)
- Nestor Burma, episodio Boulevard ossements – serie TV (1993)
- La crim', episodio Le sang d’une étoile – serie TV (2001)
- Saint Tropez (Sous le soleil) episodio Jalouse – serie TV (2007)

## Doppiatrici italiane
- Livia Giampalmo in La prima notte di quiete, Ludwig
- Serena Verdirosi in Di mamma non ce n'è una sola
- Fabrizia Castagnoli in D'Annunzio
- Cinzia De Carolis in Le prime foglie d'autunno
- Angiolina Quinterno in Aspettando il domani